# Еравур-6D
Грама Ніладхарі Еравур-6D (№ 192D) — Грама Ніладхарі підрозділу ОС Еравур-Таун, округ Баттікалоа, Східна провінція, Шрі-Ланка.

## Демографія
| Населення (2007) | Населення (2007) | Населення (2007) | Населення (2007) | Населення (2007) |
| Населення        | Чоловіки         | Жінки            | Діти             | Дорослі          |
| ---------------- | ---------------- | ---------------- | ---------------- | ---------------- |
| 1280             | 644              | 636              | 421              | 859              |